# Nova Guiné Holandesa
```
   |-
       |
Erro:
:  
valor não especificado para "
nome_comum
"
```

Nova Guiné Holandesa era a Nova Guiné Ocidental quando era ainda uma possessão colonial do Reino dos Países Baixos. Atualmente o território é formado por duas províncias mais orientais da Indonésia: Alta Papua, Papua, Papua Central, Papua Meridional, Papua Ocidental e Papua Sudoeste (administradas como uma única província até 2003 sob o nome de Irian Jaya).
De 1898 a 1949 a Nova Guiné Holandesa fez parte das Índias Orientais Holandesas.
Em 1949, quando o resto das Índias Orientais Holandesas tornaram-se independentes como Indonésia, o governo holandês manteve sua soberania sobre a Nova Guiné Ocidental e tomou medidas para conceder a independência ao território como um país separado. Cerca de cinco mil professores foram destinados para educar a população sobretudo em técnicas políticas, econômicas e civis. Os primeiros cadetes navais do território graduaram-se em 1955 e a primeira brigada militar esteve operativa em 1956.
Em 1959 realizaram-se eleições na Nova Guiné Holandesa e elegeu-se um Conselho da Nova Guiné que oficialmente reuniu-se em 5 de abril de 1961 para preparar a independência plena no final da década. O governo holandês encarregou ao conselho a seleção de um novo emblema nacional e o Lucero de Alba foi elegido como nova bandeira nacional em 1 de dezembro de 1961.
Em 18 de dezembro de 1961 a Indonésia tentou invadir o território e produziram-se algumas lutas entre as forças militares indonésias e holandesas até que ambos os governos alcançaram um acordo em Nova Iorque e o território foi colocado temporariamente sob a autoridade das Nações Unidas em outubro de 1962. Em maio de 1963 a administração foi transferida para a Indonésia, e anexado formalmente em 1969 após um plebiscito supervisionado pelo governo indonésio.

## Ligações externa
- Arquivo sobre a situação política do mundo

1. ↑  Coconuts Jakarta (11 de novembro de 2022). «Indonesia now officially has 37 provinces as 3 new Papua autonomous regions inaugurated». Coconuts Jakarta. Consultado em 5 de dezembro de 2022